# 山里亮太
山里 亮太（、1977年〈昭和52年〉4月14日 - ）は、日本のお笑いタレント、司会者、声優、ナレーター、ラジオパーソナリティ。お笑いコンビ南海キャンディーズのツッコミ担当。愛称および別名義は、山ちゃん（やまちゃん）。相方は、しずちゃんこと山崎静代。
鹿児島県鹿児島市生まれ、千葉県千葉市花見川区さつきが丘出身。吉本興業所属。NSC大阪校22期生。妻は女優の蒼井優。
千葉市立さつきが丘東小学校、千葉市立さつきが丘中学校、千葉経済大学附属高等学校、関西大学文学部教育学科卒業。

## 来歴

### 学生時代
小学生の頃には、母親がマツモトキヨシで働いていたことに影響を受け薬剤師になりたいと思っていた。
中学時代は優秀な成績だったが、中学3年の頃に好きな子が通っている塾を知り、それまで通っていた個人塾から違う塾の特進クラスに変更したが、そのクラスが全く合わず学力を落としてしまった。高校受験では、ワンランク落として公立高校を受験したが上手く行かなかった。
千葉経済大学附属高等学校ではバスケ部に入ったが、強豪のチームだったので1日も休まず部活に参加した。薬剤師を目指すために高校2年のコースの選択では理系コースに進もうと考えていた。しかし1年生の時に好きになった女の子が2年生で文系コースにすると聞いて、山里も文系コースにしてしまい理系の学部を受けられなくなった。
高校時代に友人から「山ちゃん、時々面白いからお笑いに行ってみたら」と言われ、バスケ部での声出しや応援をオリジナルで作っていた。将来を明確に考えるきっかけが「お笑い」だった。千葉県千葉市花見川区出身だが、東京都にも吉本興業があったことを知らなかった。
3年生の時には女性から好かれたいという動機で芸人を志し、親に内緒で吉本総合芸能学院 (NSC) 大阪校に入るための理由付けで関西方面での進学を希望するが、両親に反対される。幾度の話し合いを経て、両親が関西の親戚に聞いて有名な大学として了承を得て受験する。しかし高校3年間はあまり勉強をしていなかったため、関西大学、関西学院大学、同志社大学、立命館大学など大学を10校ぐらい受験をしたが手応えがなかった。結局、その年は受験した大学に全て不合格になり、その時、山里は「やっぱり浪人か」と考えた。受験代は兄の貯金30万円から捻出してくれたことを後に母親から聞き、悪いことをしたと思って気持ちを入れ替えた。芸人になることを父からは猛反対をされて、東京の大学から一般企業のサラリーマンという道を強く勧められている。パートで全額支えてでも、やりたいようにさせたいと言い張った母の支えを経て浪人生活に突入する。
浪人時代は予備校代の一部を払うため、朝は千葉駅前でティッシュ配りのアルバイトをした後に予備校に通う日々を送った。毎日勉強に取り組んだことで、浪人時代の大学受験の結果は、関西大学を含め5校ぐらい合格した。このことについて、山里は「結局、浪人した１年間で、英語がとにかく伸びました。日本史は弱かったですが、受験を迎える心境は現役の時と全然違いましたね。センター試験も受けましたが、英語は解き方も法則も頭に入っているからほぼ満点でした」と語っている。
１年の浪人生活をした山里は関西大学文学部教育学科に入学した。そして、男子寮である「北斗寮」に入寮して学生生活をスタートした。
山里は、中学、高校、大学と10年間、部活動やサークルでバスケットボールを続けた。高校のバスケ部では、引退試合の残り20秒、後輩の怪我により一度だけ試合に出場をしている。

### 芸人として
関西大学3年からNSC大阪校に22期生として入学した。NSC在学中にM君と「侍パンチ」を結成したが卒業間際に解散。その後、西田富男と「足軽エンペラー」を結成。当時は、山里はボケ担当だった。その後、「足軽エンペラー」はTBS『ガチンコ!』の企画「漫才道」に出場し、優勝する。2003年3月に「足軽エンペラー」のコンビを解散後、山里はピン芸人「イタリア人」としての活動を経て、山崎静代と南海キャンディーズを結成する。コンビ結成後も「追い風三等兵」として『R-1ぐらんぷり』に出場している。
「追い風三等兵」としての芸風は特定のテーマについてホワイトボードを使ってレクチャーを行う。ニラに関する知識が豊富で、「体にいいお野菜」というテーマでは、「ニラ」の成分である「ニラトニン」について講義した。本人曰く、芸風はケーシー高峰のレプリカであるという。2004年には、山里は「ABCお笑いグランプリ」で優秀新人賞を獲得する。
WOWOW「落語家Xの快楽 シーズン2.0」で、山里は三遊亭兼好に弟子入りし、「三遊亭兼便（）」を襲名した。古典落語「宗論」に挑戦している。また、2018年に開催された三遊亭兼好との親子会（落語会）で、山里に着物の着付けを行ったのは当時二つ目だった桂宮治である。
2006年前後から、山里は役者としての仕事もこなすようになり、テレビドラマ、映画などにも出演する機会が増えた。
当初は本名、もしくは「山里」のみで活動していたが、相方が「しずちゃん」というのに倣って、「山ちゃん」に改名された。公式プロフィール上の名義も「山ちゃん」と表記されている。
2010年から日本テレビ『密室謎解きバラエティ 脱出ゲームDERO!』→『宝探しアドベンチャー 謎解きバトルTORE!』で、初めてゴールデンタイムのレギュラー番組で司会を担当（ただし、声のみの出演）。
2000年代末期頃からは、山里はナレーターとしても活動している。同じく2000年代末期頃から相方の山崎が一時期ボクサー活動に専念していたことなどから、南海キャンディーズ（コンビ）としての活動があまり見られなくなっていたが、2017年頃からコンビ活動を再開している。
2019年6月5日、約2カ月間の交際を経て女優の蒼井優と結婚（入籍は6月3日）したことがスポーツ紙で報道された。同日に放送された『スッキリ』（日本テレビ系）では、本来は14時頃に結婚を発表し、同日夜に蒼井と共に記者会見を行う予定だったと「天の声」（＝山里の声）を介して話した。その後、同日夜に都内ホテルにて会見を開き、蒼井と共に結婚したことを改めて報告。会見の司会は山里軍団のGAG宮戸洋行が務め、山里の相方であり蒼井と親友のしずちゃん（山崎静代）も出席した。
同年7月25日、「高知県観光特使」と「よさこい宣伝部長」に就任した。
2020年4月4日から『土曜はナニする!?』（関西テレビ）のMCとして出演。初となる生活情報番組のMCに就任した。初回では、妻の行きつけの美容室に一緒に行って、福山雅治の髪型にしてもらったと番組の冒頭から説明した。簡単にマネできるプロの技を紹介する「10分ティーチャー」のコーナーは不慣れな様子ではあるが、エプロンをつけて料理に挑戦する姿が放送された。
2022年2月10日、妻の蒼井が第1子を妊娠していることを蒼井と連名で発表、出産は「（同年）夏頃を予定している」こととした。同年8月、女児が誕生したことを発表。
2023年4月3日から、「天の声」としてレギュラー出演した『スッキリ』（日本テレビ系）の後番組となる『DayDay.』のMCに就任。

## 人物

### 家族
- 両親はともに鹿児島県出身（父は日置市[55]、母は鹿児島市）。3歳年上の兄がいる[22]。家族は『とんねるずのみなさんのおかげでした』、『ボクらの時代』[56]、『赤江珠緒 たまむすび』に出演したことがある。父は元プロボクサーで、元ゼネコンの会社員[24]。母はミッション系の学校出身、双子で兄（伯父）がいる。
- 結婚後は妻、娘がいる。

### 趣味・特技
- 自称「ボタ兄（ボタニカル兄さん）」として植物を育てるのが好き。新芽を見ることに喜びを感じておりTwitterで「新芽」の検索をしている。『赤江珠緒 たまむすび』で誕生日プレゼントとして植物栽培キットを貰った[57]。
- 元宝塚歌劇団星組男役スターの愛月ひかるのファン[58][59]。妻が昔から宝塚の大ファンで、一緒に観覧して以降山里も夢中になっている[59][60]。

### 嗜好
- AKB48の大ファンであることから、AKB48出演番組のMCを務めることが多い。2010年9月21日に日本武道館で開催された『AKB48 19thシングル選抜じゃんけん大会』ではじゃんけん主審を務め[61]、その後2012年の同イベントまで3年連続で主審を務めた。
- 一番の「推しメン」（個人的に推しのメンバー）は渡辺麻友であり、AKB48劇場の関係者席で観覧していることを明かす。また『G.I.ゴロー』のメンバーが次々にステージに上がる中、「（AKB48の）神聖な場所なので上がることができない」として一線を引いていた。なお、渡辺自身は山里を好意的に見ており、渡り廊下走り隊の公式ブログには山里と一緒に撮影された写真が掲載されることがある[62]。なお、二番推しは自分自身を過小評価している増田有華[63]。
- ももいろクローバーZに関しては、早見あかりの脱退について自身のラジオ番組で熱く語ったことをきっかけに、共演の機会が増える[64]。トークイベント「ももクロ試練の七番勝負」でコーディネーターを務めるなどして、ファンからも概ね親しみを持って受け入れられている[65]。
- 宝塚歌劇団のファンになってからは、レギュラー出演していた『赤江珠緒 たまむすび』で1ヵ月間限定で元宝塚のスターが出演するコーナーが設けられたり[66]、テレビ番組[67]、雑誌の取材[59]など宝塚関連の仕事が増えている。また、娘を宝塚歌劇団に入れたいか取材陣から質問があった際には「うちの奥さんも宝塚が大好きで、その厳しさを知っているので『(子供が自分の意志で行きたがらない限り)それはない』って言っていました」と答えている[68]。

### 交友関係
- 関西大学では矢井田瞳と同回生[69]。矢井田によると「背が高くて格好良かった」「人気でオーラがあった」など山里に対して好印象であった[70][71][72][73]。
- baseよしもとに所属していた同期のネゴシックスや中山功太やとろサーモンの久保田、ダイアンの津田、先輩では千鳥の大悟と非常に仲が良い。特に先輩である大悟にはとてもよく可愛がられていてこのメンバーと共に「大悟組」に所属している。また、ネゴシックス、オオカミ少年の片岡、R藤本といったメンバーの「山里軍団」も存在しており、テレビ東京『ゴッドタン』やTBSラジオ『山里亮太の不毛な議論』等の番組に出演している。

### 評価
- M-1グランプリ2004年大会で審査員のラサール石井から「ひとつもはずさない」と評された[74]。オードリー若林正恭は山里の受け身からのツッコミを「マウントをとらせて下から関節を決める」と比喩している[75]。
- プロレスにも造詣が深く、度々プロレス関係のイベントに登場している。2016年8月28日には実際にDDTプロレスリングの両国大会でアイアンマンヘビーメタル級王座の第1170代チャンピオンにも就いている[76]。
- 2018年5月9日にはインターネットニュース J-CASTニュースの名誉編集長に就任し、連載企画「ネットニュースの明日（あした）」での定期的な記事配信を開始した[77][78]。

## エピソード
- 子供の頃に漫画家を目指していたことがあり、自作の漫画のタイトルが「剣道刑事 こてめんどう」[79]。親に言われて剣道教室に通っていたが、ある日通うのが嫌になって剣道の道具一式を川へ流し、兄が拾いに行った。兄からは「行きたくないんだったらちゃんと言いな」と言われた過去を告白している[80]。
- 小学5年生（11歳）の頃、『青いぜ ラブゲーム』（1989年、フジテレビ）という子供同士のお見合い番組がテレビ初出演[注 1]。
- 赤フチの眼鏡がトレードマーク。この眼鏡は出身校である関西大学近くにある眼鏡店が製作した特注品であるが、その店が閉店するため、直前に眼鏡を5本まとめて購入した。しかし、その内の2本は相方・山崎と爆笑問題の太田光に壊されてしまい、2021年2月時点で3本しか残っていない[81]。
- タマネギの上にサーモンを載せるアルバイトをしたことがあり、サーモンが止まって見えて「ゾーンに入ったことがある」という[82]。
- 2018年10月放送のトーク番組『ボクらの時代』（フジテレビ系）や『オードリーのオールナイトニッポン』では、『ここまで来たら女優か女子アナとしか結婚するしかねーだろ！』とたびたび発言していたことをオードリーの若林から暴露されている[83]。
- 山里が出演したものは母が全て保存している。『たまむすび』（2016年）にゲスト出演した母によると、山里が小さい頃の歌声を録音したテープも全部取っており、録画したブルーレイは1000枚以上だという。
- 家族のエピソードは山里が出演番組でよく話題に挙げている。山里が一時期学校で嘘をついていたが、母から褒められ全部肯定してくれていた[84][85]。芸人になって以降は、仕事の取り組む姿勢について母から時々LINEでメッセージが送られて[86][87]、ダメ出しや注意を受けている[88]。『たまむすび』リスナーからは母が山里に送ったメッセージを書いたTシャツがプレゼントされた[89]。
- 新婚旅行は高知県。『たまむすび』など出演番組で時々高知の話をするほど好きな場所であるが、妻が熱狂的なアンジュルムのファンであることから、「聖地巡礼」として訪れた[90]。
- 高知県が好きである。毎年夏に一緒に旅行に行っている友人の発案で、今年は高知に行ってみようというのが始まり[91]。元々よさこい祭りに参加しており、高知県観光特使のよさこい宣伝部長に就任してからは高知県の祭り以外に、東京都の祭りイベントに参加している[48][49][92][93]。踊りはYouTubeを見ながら覚え、妻に見てもらっている[94]。
- 新年度に髪型を変えたことは『たまむすび』（2020年4月7日）でも取り上げられる。インターネットの記事では妻の蒼井が福山の髪型をイメージしてと書かれていたがそうではない。「真ん中より左に分け目を持ってきてふわっと分かれていて、毛先がサラッとした感じがいい」の蒼井の説明を聞いた美容師は、スマートフォンに出した画面が福山であった。この番組で訂正したかったことと、蒼井から「私は福山さんになれるとは思ってはいない」と言って欲しいと頼まれた様である。山里は学生時代に『スラムダンク』の仙道の髪型に憧れ、やってみるとゴリになったと明かしている[95]。
- 親戚から連絡があり、親戚の子供が「おじちゃんが、他の女の子といるところを見てしまったから、優ちゃんに教えなきゃいけない」ととてもショックを受けていた。よく話を聞くとクイックルワイパーのCMで、指原莉乃と共演したのをテレビで見ていたからである。山里は「ピュアだね。CMを事実として受け取るんだと思って。癒される」と話している[96]。
- 『たまむすび in 武道館 ～10年の実り大収穫祭！』（2022年9月21日開催）では、「赤坂一回キャンディーズ」として赤江珠緒と漫才を披露した[97][98]。台本は赤江が書いており、イベント終了後に放送された『山里亮太の不毛な議論』（2022年9月22日放送）でイベントについて裏話を明かしている[99]。
- NSCで同期のキングコングは早々にブレイクした事に対して、「キングコングに嫉妬して、こいつらに負けるかって苦難の道越えてきた人が山ほどいる」とも話している。
- 2024年6月27日放送のアメトーク！に出演した際には、ネットニュースやインターネット上での誹謗中傷に対して「妄想小説家のクズどもが！自分のオリジナルの物語でウケなかったんだろ?だから、人の足を引っ張って稼ぐその仕事、楽しいですか?」「(共演者らを指し)こいつらは作品を創ってるんだぞ！」と一蹴し、共演者らは「これぞ山ちゃん！」と賞賛した[100]。

## 出演
山里の単独出演作品を記載。コンビでの出演作品は南海キャンディーズの出演の項を参照。

### テレビ

#### レギュラー番組
現在
- ねほりんぱほりん（2016年10月5日 - 、NHK Eテレ） - ねほりんの声[101]
- 土曜はナニする!?（2020年4月4日 - 、関西テレビ）- MC[102]
- あざとくて何が悪いの?（2020年10月10日 - 、テレビ朝日）- MC[102]
- DayDay.（2023年4月3日 - 、日本テレビ）- MC[103]
- 東野山里のインプット（2023年7月23日 - 、BSよしもと）[104]

過去
- アナ誕!（2007年10月 - 2008年3月、メ〜テレ） - MC
- くちコミ☆ジョニー!（2007年10月1日 - 2008年3月24日、日本テレビ） - 月曜レギュラー
- にじいろジーン（2008年4月5日 - 2015年6月6日、関西テレビ） - 「にじいろミラクルチェンジ・家族まるごと大変身」担当
- 南海キャンディーズ山ちゃんのジャーナルしちゃうぞ!（2008年4月 - 2009年9月、朝日ニュースター） - MC
- LQ〜女をアゲる30分〜（2008年4月5日 - 7月5日、日本テレビ） - 山の声
- 神さまぁ〜ず（2008年4月29日 - 2008年8月26日、TBS） - 準レギュラー
- スッキリ!!→スッキリ（2009年3月 - 2023年3月、日本テレビ）-「クイズッス」天の声（月曜 - 木曜）
- ホリさまぁ〜ず（2009年6月9日 - 2010年2月23日、TBS） - 準レギュラー
- 闘え!山里ジャーナル（2009年10月 - 2012年3月、朝日ニュースター）- MC
- 密室謎解きバラエティー 脱出ゲームDERO!（2009年12月19日 - 2010年2月6日・2010年4月21日 - 2011年3月9日、日本テレビ） - MC（管理人）
- 潜在異色（2010年1月16日 - 3月27日、日本テレビ）
- G.I.ゴロー（2010年4月5日 - 9月20日、TBS）
- 紳助社長のプロデュース大作戦!（2010年4月13日 - 2011年8月16日、TBS）
- ミリオンの扉（2010年5月11日 - 2011年12月22日、読売テレビ） - MC
- SKE48のアイドル×アイドル（2010年12月6日 - 12月27日、中京テレビ） - MC
- ヒルナンデス!（2011年4月1日 - 2020年3月27日、日本テレビ）- 「3色ショッピング」「着こなしガールズコレクション」担当[102]
- 宝探しアドベンチャー 謎解きバトルTORE!（日本テレビ、2011年7月6日 - 2013年2月25日） - MC（魔宮の番人・ファラ男）
- あしたモテ期にな〜れ!てるてるモテるちゃん（2012年1月7日 - 3月10日、読売テレビ） - MC
- もってる!? モテるくん（2012年3月17日 - 2015年3月28日、読売テレビ） - MC
- たりないふたり（2012年4月3日 - 6月19日、日本テレビ） - MC
- 3か月トピック英会話「SNSで磨く!英語Output表現術」（2012年4月4日 - 6月27日、NHKEテレ）
- ヒットの秘密（2012年4月15日 - 2014年9月28日、テレビ東京） - MC
- アウト×デラックス（2012年9月19日 - 2022年3月17日、フジテレビ）- アウト軍団→準常連客[102]
- ナカイの窓（2012年11月14日 - 2014年8月13日・2015年3月18日 - 、日本テレビ） - ゲストMC[105][102]
- ケンイチ（2013年1月12日 - 2015年9月24日、BS日テレ） - MC
- 伝えてピカッチ（2013年4月6日 - 2015年3月21日、NHK総合）
- テラスハウス（2013年4月12日 - 2014年9月29日、フジテレビ）
- もっとたりないふたり（2014年4月11日 - 6月27日、日本テレビ） - MC
- おーくぼんぼん（2014年4月25日 - 2015年3月27日、TBS）
- センニュウ★感（2014年10月5日 - 2016年3月27日、テレビ東京） - MC
- ミレニアムズ（2014年10月18日 - 2015年9月15日、フジテレビ）
- 前略、月の上から。（2014年10月16日 - 2015年9月18日、フジテレビ） - MC
- 穴があくほど定点観測（2014年10月28日 - 12月23日、TBS） - MC
- 世界HOTジャーナル（2015年4月10日 - 8月7日、フジテレビ） - MC
- 直撃!コロシアム!!ズバッと!TV（2016年4月11日- 7月25日、TBS） - サブMC [106]
- ハッキリ5〜そんなに好かれていない5人が世界を救う〜（2016年4月 - 9月、朝日放送）- レギュラーメンバー
- 男子視聴禁止（2016年4月4日 - 9月26日、BS-TBS） - MC[107]
- ほぼほぼ〜真夜中のツギクルモノ探し〜（2016年4月 - 2017年4月、テレビ東京）
- 東大王（2017年4月30日 - 2024年9月18日、TBSテレビ）- MC[102]
- 待機!無理スカポリス（2017年6月9日 - 2018年12月21日、kawaiianTV）[108]
- ザ・ディレクソン（2017年12月24日 - 2021年3月21日 、NHK BS1） - MC
- 趣味どきっ!「神社めぐり」（2018年1月・2月期、NHK Eテレ）
- メイドインジャパン!（2019年4月15日 - 2020年3月23日、TBS） - MC[109]
- 深夜に発見!新shock感〜一度おためしください〜（2017年4月8日 - 2021年3月27日、テレビ東京）
- ひねくれ3→自慢したい人がいます〜拝啓 ひねくれ3様〜（2019年4月6日 - 2020年3月28日、テレビ東京） - MC[110]
- TERRACE HOUSE BOYS & GIRLS IN THE CITY（2015年10月 - 2020年5月23日、フジテレビ）
- 山里亮太のまさかのバーサーカー（2020年4月5日 - 9月20日、朝日放送）- MC
- フェイクニュースに踊るな〜芸能人メンタル検証〜（2021年10月3日 - 10月24日、朝日放送テレビ）- MC
- 出動!バクダン処理班（2022年2月5日 - 2月19日、日本テレビ）
- 逆転人生（2019年4月1日 - 2022年3月14日、NHK総合） - MC
- ReAL eSports News（2019年11月15日 - 2022年9月25日、テレビ朝日）- MC
- 山里亮太の宝塚男子になってもいいですか?（2022年4月30日 - 、BSスカパー）- MC※毎月最終土曜放送
- 山里亮太と平成デトックス（2025年3月4日 - 3月25日）

#### 特別番組
＊MCもしくはメインキャスト
現在
- 大みそか列島縦断LIVE 景気満開テレビ（2018年12月31日 - 、フジテレビ）- MC
- ABCお笑いグランプリ（2020年 - 、朝日放送）- 司会
- テレビでもパズドラ!〜eスポーツ頂上決戦〜（2021年1月11日・12月26日・2022年12月25日・2023年12月24日・2025年1月4日、テレビ朝日）- MC
- キセキの動画大集合!”神“映像グランプリ（2021年3月23日 - 、TBS）- MC[111]
- リアルスコープ（2021年5月4日 - 、フジテレビ）- 特番第2期の第2回以降、すべての回に出演している。
- CHEF-1グランプリ（2021年 - 、ABCテレビ・テレビ朝日系列）- MC
- チバジン what a beautiful life（2021年12月29日 - 、千葉テレビ） - ナビゲーター[112]
- まもなく紅白!今年もすごいぞスペシャル（2021年12月31日 - 、NHK総合）- 司会
- 昭和vs令和!世代を超えて愛される最強ヒット曲50連発（2023年2月23日・9月18日・2024年2月12日・9月16日・2025年2月17日、テレビ東京）- MC[113]
- アーティスト別モノマネ頂上決戦 俺にアイツを歌わせたら右に出るものはいない（2023年3月1日 - 、TBSテレビ）- MC
- 世界を笑わせろ!クローバルコメディアン（2023年5月7日・2024年1月2日・9月2日、日本テレビ）- MC[114]
- NHK MUSIC EXPO（2023年9月14日・2024年8月22日、NHK総合）- MC
  - NHK MUSIC EXPO 完全版（2023年11月4日、NHK BS4K）- MC
- 夜だけど朝ドラ名場面スペシャル（2024年3月27日・3月29日・4月13日、NHK総合）- MC[115]
  - 朝ドラ名場面スペシャル（2024年9月23日・2025年3月27日、NHK総合）- MC[116]
- 有名人が惚れた爆笑ネタ ホレネタ（2024年5月12日・2025年4月1日、日本テレビ）- MC※さまぁ～ずと共同MC
- それShow Manやらせてください×東京フレンドパーク（2024年8月9日 - 、TBS）- 副支配人

過去
- うめだメッセ → 艶艶メッセンジャー（2005年6月24日 - 2008年12月26日、ABC）
- ブサテク（2006年3月26日・8月12日・2007年4月8日、テレビ朝日）
- バリューナイトフィーバー（日本テレビ）
  - 欲9（2006年8月19日・9月2日）- MC
- びっくり!新世界地図（2007年1月1日・4月3日・9月26日、日本テレビ） - 天の声
- ゲームコングIX世 〜山ちゃんのアイドル妄想学園〜（2007年12月24日、ABCテレビ）
- よせがき☆テレビ かいてみんけ↑（2009年1月18日・2010年3月15日・2011年3月25日、NHK金沢） - MC
- カキューン!!（関西テレビ）
  - 恋愛ベストアンサー（2010年5月11日・5月18日）- 司会
- イチオシ!さよならシュレック〜山里亮太のブサイクだって幸せになれるSP〜（2010年12月17日、TBS）
- 言語遊戯王 THE TV（2011年1月3日、テレビ東京）- MC
- 俺たちが司会者!（2011年1月23日、テレビ朝日）- 司会
- ワイドショー女子会（2011年6月27日・9月27日・12月22日、TBS） - MC
- 真相回転!どいね寿司（2011年11月16日・2012年10月5日・2014年1月7日、NHK金沢） - MC
- 鳥人間コンテスト選手権大会（2012年 - 2018年、日本テレビ） - 司会
- よく考えるとハッとしてキャーな話（2012年11月26日 - 2014年7月29日、関西テレビ） - 司会
- 未来予言TV ノストラダムス（2014年1月17日・1月24日・1月31日・2月7日、フジテレビ） - MC
- サンバリュ / バカリ・山里・若林と坂上忍の日本の怒り呑み込みます!（2014年2月16日、日本テレビ）
  - ヨロシクご検討ください（2014年10月7日 - 2017年4月10日、日本テレビ）
- 照れんずうぉーかー（2014年2月18日・7月4日、TBS）
- ゲスメン沖縄2人旅（2014年3月14日、TBS） - 旅人
- サンバリュ（日本テレビ）
  - 号泣劇場（2014年3月16日）- MC
  - 芸能人のそこだけ視察ショウ イロメガネ（2023年5月21日）- MC[117]
  - 5ライフセイバーズ（2023年6月25日）- MC（主催）[118]
  - バカリ・山里の操縦AWARD〜人気芸能人が動かしてみた〜（2025年4月13日）- MC[119]
- ヨルスパ!（関西テレビ）
  - ウィットネスクラブ 〜ヒュ〜と言われたい男の集い〜（2014年6月1日）- MC
- Kisssssss!!（2014年7月7日、TBS） - MC
- はに丸ジャーナル（2014年8月13日 - 2017年12月28日、NHK総合）- MC
- 水トク!（TBS）
  - 名医が教える!セカンドオピニオンSP2〜名門大学病院の医師が夢の集結〜（2014年8月13日） - MC
  - 世界進出バラエティ!メイドインジャパン（2015年1月7日）- MC
- 第23回FNSドキュメンタリー大賞ノミネート作品『脱藩、巡礼、負けないチカラ〜たとえば あるご当地アイドルのかたち〜』（2014年11月5日、高知さんさんテレビ）- ナレーション
- 突然!!○○禁止生活〜それって本当に必要ですか？〜（2014年12月9日、テレビ東京） - MC
- 無差別級お笑いトーナメント ウケモンガチ!（2015年 - 2018年、読売テレビ）- MC
- 生!池上彰×山里亮太（2015年 - 2020年5月31日、毎日放送）
  - 直撃!池上彰×山里亮太〜どーなる?2022ニュースな人〜（2022年1月3日、毎日放送）- MC
- 金曜プレミアム（フジテレビ）
  - アマゾネスアイランド（2015年8月14日）- ナレーション
- 諸事情により…（2015年9月6日・2017年1月3日、日本テレビ） - MC
- さわがす人たち（2015年9月26日・2016年3月5日、関西テレビ）
- 山里亮太経済ラボ〜日本を支える注目企業のヒットの裏側大公開〜（2015年11月1日、テレビ東京） - MC
- No.1歌姫決定戦 〜第一回ゆめのステージで歌えるコンテスト（2015年12月23日・2016年9月14日、フジテレビ）- MC
- 山里と100人の美女（2015年12月25日・2016年8月8日・2017年1月2日、TBS） - MC
- ネクストブレイク（日本テレビ）
  - ニッチな世界の衝撃!神がかり伝説（2016年2月4日） - MC
  - 大人が本気で遊んだら・・・※よい子はマネしないでね（2018年5月26日）- MC
  - 明日から使えるほっこりコミュ力!なごみケーション（2018年7月21日）- MC
- まさかのマネー劇場 〜知らないと怖いお金のトラブル〜（2016年3月12日、関西テレビ）- MC
- 口だけ芸能人を撲滅せよ！ 有言執行（2016年3月29日、関西テレビ） - MC
- 一億総クリエーター化計画 NEO芸術バラエティ 俺ジナルアートだぜ！（2016年3月31日、読売テレビ） - MC
- 前人未“答”マジ神問題集（2016年4月5日、TBS） - MC
- これ、もう時効だよね? 〜今だから聞いちゃいますけど…〜（2016年5月23日・5月30日、テレビ東京）- MC
- 超絶!世界ドッキリ映像GP!（2016年8月17日、TBS）- MC
- 必勝!あたりまえ検定 コレできる?できない?（2016年9月27日・10月11日、TBS）- MC
- 明日への活力バラエティ アイツよりマシ!?（2016年10月2日、読売テレビ）- MC
- 世にも不思議なネーミングストーリー（2016年12月24日、テレビ朝日）- MC
- NHK紅白歌合戦（NHK総合）
  - 第67回NHK紅白歌合戦（2016年12月31日）- 紅白楽屋トーク司会
  - 第68回NHK紅白歌合戦（2017年12月31日）- 紅白楽屋トーク司会
  - 第70回NHK紅白歌合戦（2019年12月31日）- ウラトークMC
  - 第71回NHK紅白歌合戦（2020年12月31日）- ウラトークMC
- セオリー崩壊!あまのジャック（2017年1月30日、関西テレビ）- MC
- 潜入!イマドキ受験 〜人生を変えるアナタの才能〜（2017年3月4日、関西テレビ）- MC
- 突撃!インターン 〜入社したらどうなりますか?〜（2017年3月24日、テレビ朝日）- MC
- 山里直電（2017年4月21日・5月12日・2024年8月15日、テレビ金沢）
- 調べて!アソコの外国人〜追跡!謎のジャパニーズ生活〜（2017年5月6日・5月13日）- MC
- 旅旅しつれいします（2017年6月10日・6月17日、NHK総合）
- インテリが知らない世界のおバカ疑問（2017年8月26日・2018年2月9日・8月13日、日本テレビ）- 副議長
- 毒出しバラエティ 山里&マツコ・デトックス（2017年10月3日・2018年4月17日・4月24日、TBS）
- 相席ゲームトルティーヤ（2017年10月7日、毎日放送）
- イマドキ!才能発掘テスト 〜あの人気のオシゴト大潜入SP〜（2017年10月24日、関西テレビ）- MC
- 七転び八起きさん私それでもめげません?（2017年12月2日、関西テレビ）- MC
- 肉好き女子東北肉ざんまい（2018年1月13日、ミヤギテレビ）- MC
- キタイチ（テレビ朝日）
  - 山里亮太のナナ目線（2018年3月6日・3月13日） - MC
- 麗しのコメンテーターに論破されたい（2018年5月29日・6月5日、テレビ朝日）- MC
- おしゃべりな銅像!（秘）ストーリー（2018年9月29日、テレビ大阪）- MC
- 宝くじ1等超えのスゴイ確率!「幸運サマと不運サマ」（2018年10月18日、TBS）- 不運プレセンター
- 全国100人のオカンにきいてみた!オカンは何でおかんむり?（2018年10月29日、テレビ東京）- MC
- 世界のド肝も抜いた!衝撃“神“映像（2018年10月31日・2019年7月17日・8月7日・9月22日・11月17日・2020年3月23日・5月28日・7月26日・9月29日・2021年1月5日・2月12日、TBS）- MC
- ＃神プ研 〜ゲーム神プレイ研究会〜（2018年11月16日、朝日放送）- 部長
- 芸能人モヤモヤ事件簿（2018年12月21日・2019年12月29日、フジテレビ）- MC
- ヤ・マサト惑星探索団（2019年1月2日・2020年1月3日、山陰中央テレビ）
- 〜新説クリエイティブ委員会〜ソレアルカモ!（2019年1月31日・2月7日、CBCテレビ）- MC[120]
- ドSトレーニング（2019年3月1日、フジテレビ）- 進行
- 山里亮太の食わず嫌い（2019年4月8日・4月15日、テレビ朝日）
- 大人が本気で遊んだら?（2019年4月21日、日本テレビ）- MC
- 一流企業が禁断のカミングアウト 私、アレにやられました（2019年6月9日・10月22日・2021年2月21日、関西テレビ）- MC
- 「君と名も。」〜人生激変!?同性同名ストーリー〜（2019年6月30日、朝日放送テレビ）- MC
- ここから先がおもしろい!4時間生放送スペシャル（2019年7月20日、サガテレビ）- スペシャルMC
- 中居正広の【悲報】館（2019年8月22日・2020年3月29日）
- 驚キュレーション!!イイコト聞いたんだけど…聞く?（2019年9月28日・2020年3月24日、毎日放送）- MC
- 伝説の日本人を超えろ サムライチャレンジ（2019年9月29日、TBS）- MC
- ゴッホ知ってますか? 〜わずか10年の画家人生〜（2019年11月4日、WOWOW）- MC
- はじめましてわたしを好きなひと（2019年11月17日・2020年8月18日、日本テレビ）- MC
- 山里亮太のぶらっと奄美旅（2019年11月30日、南海日本放送）
- ダンナの昼顔（2019年12月21日・2020年9月3日・2021年2月4日、TBS）- MC
- 山里&壇蜜のケーザイ金言（2019年12月22日、BS朝日）
- テレビ特区（2019年12月30日・2020年3月28日、フジテレビ）- MC
- 凸ちゃん凹ちゃん（2020年1月5日、毎日放送）- MC
- 私に研究費をください（2020年1月29日、TBS）- MC
- 山里亮太&SexyZone 女の脳が男を捨てる。（2020年2月15日、中京テレビ）
- これ、イケる!（2020年2月18日、鹿児島テレビ）- MC
- 美人妻と怪獣夫 〜結婚した理由教えてください〜（2020年3月7日、テレビ東京）- MC
- もしもAI動画大賞（2020年4月7日・8月6日・12月22日、TBS）- MC
- 世論!区自慢バラエティ 東京23区フォーラム（2020年4月12日、フジテレビ）- MC
- たりないふたり2020〜春夏秋冬〜（2020年・2021年5月31日、日本テレビ・hulu） - メインキャスト。2020年度内、季節ごとに放送。「冬」は新型コロナウイルス感染症の状況を受け、翌2021年5月31日に無観客配信ライブ。
- 語落 －GORAKU－（2020年6月6日、フジテレビ）- MC
- 芦田愛菜・山里亮太の“世紀の財宝”大発見!（2020年8月19日、NHK総合）- MC
  - “世紀の財宝”大発見!「本当にあった!?伝説の黄金・埋蔵金・超古代文明」（2021年1月2日、NHK総合）- MC
  - “世紀の財宝”大発見!「実在した!伝説の古代都市・謎の黄金人間・日本の黄金古墳」（2022年8月16日、NHK総合）- MC
- 山里亮太と指原莉乃のウチの町では大ニュース（2020年9月13日・2021年9月12日、テレビ西日本系列）- MC
- 山里・宮野のお忍び旅（2020年9月26日・2021年8月29日、BSフジ）
  - 山里・宮野のプライベートお忍び旅（2022年1月30日・2023年8月26日・2024年11月2日、BSフジ）[121]
- 結婚ってなんだっけ?（2020年9月27日・2021年8月17日、朝日放送）- MC
- 〜日本ここ何ロード〜 この道通るのどんな人（2020年10月2日、フジテレビ）- MC
- 水曜NEXT!（フジテレビ）
  - ペラりんこ（2020年12月17日・12月24日、フジテレビ）- MC
- LINE MUSIC presents生放送で生投票決めるミュージックSHOW（2020年12月19日、テレビ朝日）- MC
- 日本一周!リアル桃鉄（2020年12月21日、毎日放送）- MC
- 未来人からの提言 ニッポン遅れてるヨ（2021年1月30日、CBC・TBS系）- MC
- 日曜ビッグバラエティ（テレビ東京）
  - なぜココに大金を使った?素敵なムダ遣いハウス〜合計12億!日本全国お宅訪問（2021年2月7日）- 春日俊彰・髙橋ひかると共同MC[122]
  - 出稼ぎジャパニーズ 人生激変!行ってよかった憧れの国（2023年2月5日）- MC[123]
- 万年2番手だった麒麟川島が転生したら千鳥おぎやはぎ山里を従えるメインMCだった件（2021年3月22日、テレビ東京）
- 山ちゃんが完全ガイド!!1泊2日女子旅遍路!!（2021年6月27日、高知放送・日本テレビ系列）
- ピッタリお買い物!100万カート（2021年7月1日、フジテレビ）- MC
- ヒミツの昼顔（2021年7月2日、TBS）- MC
- ダマシデミー賞（2021年7月14日、TBS）- MC
- 山里亮太×吉田敬 ノビシロ社長サミット（2021年8月2日・11月8日、関西テレビ）- MC
- ペアキュン（2021年9月16日・9月23日、読売テレビ）- MC
- メイちゃんとアンちゃん〜キラキラ人生の裏事情〜（2021年9月26日、毎日放送）- MC
- テレ朝バラエティ MC芸人 夢の共演スペシャル!!（2021年11月7日、テレビ朝日）
- FNSソフト工場（フジテレビ系）
  - ゆるっと解決!?にほんの迷信研究室（2022年1月4日、石川テレビ）- MC
- 【拡散注意】あなたはスルーできる? フェイクニュースにご用心（2022年1月18日、朝日放送）- MC[124]
- 神アプデ!ニッポン!（2022年1月29日、CBCテレビ）- MC[125]
- ○○夫婦に聞いてみた!（2022年3月19日、テレビ東京）- MC[126]
- 家のこと、もっとラクしたい私たち〜時短家事テク編〜（2022年3月20日、朝日放送）- MC[127]
- テレビギャング（2022年4月24日・2023年1月2日・2月19日、日本テレビ）
- 解決!六本木ホーム（2022年5月8日・7月17日、テレビ朝日）- MC
- ここにタイトルを入力（フジテレビ）
  - その恋、買い取ってもいいですか?（2022年5月10日）- MC
- これって世界を変えちゃうんじゃない?（2022年7月16日・9月24日、BSテレ東）- MC
- 極メシ（2022年10月14日、日本テレビ）- MC[128]
- 中部10県 地元にゲキ剌ざり!ピンポイント大爆SHOW（2022年12月25日、中京テレビ）- MC[129]
- FNNプライムオンラインSP みんなが"ポチった"ニュースな出来事ランキング2022（2022年12月26日、フジテレビ）- MC
- タマげた実家グランプリ（2023年1月3日・2024年1月3日、中京テレビ）[130]
- ボスに恥をかかせるな!山里軍団vs森田軍団 旅バトル（2023年2月19日・2月26日、関西テレビ）- MC[131][132]
- ぶり顔ミュージアム（2023年3月5日、ABCテレビ）- MC[133]
- シュミといつまでも〜イカに恋して〜（2023年3月7日、Eテレ）- MC[134]
- 日テレ系!!生番組の祭典 生デミー賞2023（2023年4月6日、日本テレビ）- MC [135]
- 作ってるヤツ顔が見てみたい（2023年5月18日・9月26日、フジテレビ）- MC
- 成田さん、極論ですが…!（2023年5月28日、毎日放送）- MC[136]
- 関西人の本音をお届け!ぶっちゃけツッコミ劇場（2023年6月28日・9月20日・2024年1月17日・3月13日、毎日放送）- MC
- 一撃必撮 BAKA厶ービー（2023年7月6日・7月13日、読売テレビ・日本テレビ系列）- MC[137]
- cafe GREEN APPLE 〜ミセスLOVERが集う店〜（2023年8月5日・8月19日、テレビ朝日）- MC[138]
- ついに未来がやってきた！ロボット大全集（2023年8月12日、NHK BS1）- MC[139]
- 小籔千豊&山里亮太の 俺の聖地巡礼（2023年8月16日、ABCテレビ）[140]
- モクバラナイト（TBSテレビ）
  - あの子が仮面をつける夜-なぜメイクをするんですか?-（2023年8月17日・8月31日）- MC[141]
- おらが町のワイドショー（2023年10月15日、ABCテレビ）- MC[142]
- ズボラな人向けHow To バラエティ 鳴呼、楽に生きたい。（2023年10月28日、TBS）- 進行[143]
- 成田・山里と極論モンスター（2023年12月6日、毎日放送）- MC[144]
- 女芸人No.1決定戦 THE W（2023年12月9日、日本テレビ）- MC[注 2][145]
- 芸能人そこだけ視察ショウ（2023年12月18日、日本テレビ）- MC[146]
- クリエイタードラゴン（2023年12月25日 - 12月27日・2024年12月24日・12月25日、日本テレビ）- MC
- ダイエット島 〜一茂・山里vs痩せられない10人〜（2024年6月6日、フジテレビ）- MC[147]
- CHEF-1餃子フェス会場から生放送!人気芸人”生“集結!〜THE 餃子王〜（2024年9月21日、ABCテレビ）- MC[148]
- 人生劇場!運命の2択（2024年10月12日、テレビ朝日）- MC[149]
- スマホ覗き見バラエティ 履歴ノ賊（2024年10月14日、朝日放送テレビ）- MC[150]
- 界隈×界隈 そっちに流行ってる?（2024年12月29日、フジテレビ）- MC[151]
- 発掘!まちの金メダリスト〜中部スゴ技グランプリ〜（2024年12月30日、北陸朝日放送）- MC[152]
- 大河ドラマ名場面スペシャル〜放送100年 レジェンド俳優を語る〜（2025年1月4日、NHK総合）- MC[153]
- 世界のドッキリを日本の芸能人に仕掛けてみた!ドッキリワールドカップ（2025年1月17日、TBS）- MC[154]
- 転身爛漫!あのスターのマエとアト（2025年3月10日、TBS）- MC[155]
- 飛び出せ!ユリイカ〜天才が大発見!生活の新ワザ〜（2025年3月16日、TBS）- MC[156]
- 劇団☆新感線45周年!元宝塚トップ柚香光が退団後初舞台に挑戦「紅鬼物語」のすべて（2025年4月11日、ABCテレビ）- MC
- 高校生1万人の青春! ビジネスアイデアコンテスト キャリア甲子園（2025年4月13日、TBS）- MC
- 教えて!山レーザー（2025年5月10日、フジテレビ）- MC[157]
- マジカル頭脳パワー!!2025（2025年5月24日、日本テレビ）- MC
- 100歳でピンピンピン!（2025年5月27日、フジテレビ）- サブMC[158]
- 撮るぞ!ばぁちゃんに任せとけ（2025年6月7日、テレビ朝日）- MC[159]
- 30秒でジャッジ!絶対に売れそうグランプリ（2025年6月22日、TBS）- MC[160]
- ウワサの神社でナニ願う!〜願い事のゆくえ大追跡〜（2025年6月22日、東海テレビ）- MC[161]
- 海だけスクープバラエティ ウナバラ!（2025年7月6日、テレビ静岡）- MC[162]

### ラジオ

#### 現在の出演番組
- 水曜JUNK 山里亮太の不毛な議論（2010年4月 - 、TBSラジオ）
- マイナビ Laughter Night（TBSラジオ） - グランドチャンピオン大会前の出演および大会当日のMC

#### 過去の出演番組
- 南海キャンディーズ 山里亮太のオールナイトニッポンR（2006年、ニッポン放送）
  - 南海キャンディーズ 山ちゃんのオールナイトニッポンR（2006年1月6日、ニッポン放送） - 後に上記番組としてレギュラー化。
- 東貴博 ニッポン全国 ラジベガス（2006年8月10日、ニッポン放送） - 東貴博の代役パーソナリティ。
- 南海キャンディーズ 山里亮太のヤンピース フライデースペシャル（2006年 - 2008年、ニッポン放送）
  - BITTER SWEET CAFE 「待つ男、来る女、見る男」（2006年、ニッポン放送、ヤンピース内ラジオドラマ） - マチオ 役
- 東貴博のヤンピース（2008年2月10日、ニッポン放送） - 東貴博の代役パーソナリティとして「南海キャンディーズ 山里亮太のヤンピース チューズデースペシャル」のタイトルで放送。
- イマドキッ日曜日（2008年4月 - 2009年4月、MBSラジオ）
  - イマドキッC日曜日（2007年4月 - 2008年3月、MBSラジオ）
- おしゃべりやってまーす月曜日（2008年12月29日 - 2009年4月6日、K'z Station） - レギュラーゲスト
- おしゃべりやってまーす第2放送（2009年4月21日 -2014年11月25日 、K'z Station） - レギュラーゲスト
- おしゃ2メモリーズ（2014年12月5日 -2017年6月30日 、K'z Station） - 不定期ゲスト
- まだまだゴチャ・まぜっ!〜集まれヤンヤン〜（2009年4月 - 2011年4月、MBSラジオ）
- 赤江珠緒 たまむすび（2012年4月3日 - 2023年3月28日、TBSラジオ） - 火曜パートナー

### テレビドラマ
- アテンションプリーズ 第7話・最終話（2006年、フジテレビ） - 岡場五郎 役
- 笑える恋はしたくない 最終話（2006年、TBS） - ある男 役
- 夫婦道 第2話（2007年、TBS） - 狭山茶「高鍋園」の客 役
- まるまるちびまる子ちゃん 一夜限りの同窓会SP（2007年、フジテレビ） - 大人になった丸尾くん 役
- 土曜ワイド劇場「広域警察・ふたりの刑事」（2010年、テレビ朝日） - ラーメン屋おやじ 役
- パパドル! 第5話（2012年、TBS） - 本人 役
- 賭ケグルイseason2 第1話、第2話 - 声の主 役
- 逃げるは恥だが役に立つ ガンバレ人類!新春スペシャル!!（2021年1月2日、TBS） - ねほりん（声） 役 [163]
- THE MYSTERY DAY〜有名人連続失踪事件の謎を追え〜（2023年10月7日、日本テレビ） - MC[164]
- 青空との約束-味の素冷凍食品の果てなき挑戦- (2023年9月10日・17日、BSよしもと) - ペットのカメレオン 役(声)[165]

### インターネット
- 神保町花月アワー（あっ!とおどろく放送局、2008年2月22日）
- TERRACE HOUSE BOYS & GIRLS IN THE CITY（2015年9月 - 、Netflix） - スタジオメンバー
- 山里コソ撮り王国（2016年8月15日 - 、360Channel - VR作品）[166]
- モビエボ presented by KINTO（2020年5月14日 - 、NewsPicks） - MC
- 山里ゼミナール 〜テレビに出たい女たち〜（2021年8月 - 、Paravi）

### 映画
- ラブ★コン（2006年、松竹） - 理恵のカレシ 役
- トミカヒーロー レスキューフォース 爆裂MOVIE マッハトレインをレスキューせよ!（2008年、松竹） - ドクトル・マドゥ / 真殿麻太郎 役
- 大木家のたのしい旅行 新婚地獄篇（2011年、ギャガ） - 浦澤ヒデ 役
- テラスハウス クロージング・ドア 禁断の副音声版（2015年、東宝）[167]
- 手裏剣戦隊ニンニンジャーVSトッキュウジャー THE MOVIE 忍者・イン・ワンダーランド（2016年、東映） - 闇博士マーブロ 役[168]
- fuji_jukai.mov（フジジュカイ ドット エムオーブイ）（2016年9月30日、吉本興業）[169]

### 舞台
- ガス人間第1号（2009年） - 田宮 役
- 山里亮太の妄想活劇「山里亮太の3333」（2024年）[170]
- パルコ・プロデュース2025「カタシロ〜Relive vol.2〜」（2025年公演予定） - 患者 役[171][172]

### テレビアニメ
- 水野キングダム♥パワーパフガールズ（2007年） - 山里亮太（本人） 役
- 青い文学シリーズ「人間失格」（2009年） - 学生 役
- SNSポリス（2018年3月24日 - 、GYAO!、2018年4月8日 - 、TOKYO MX） - 警部 役[173]
- オンエアできない!（2022年、BSテレ東） - 本人役[174]

### 劇場アニメ
- 名探偵コナン 戦慄の楽譜（2008年） - ゲームの少年（Sさん） 役[175]
- 映画 プリキュアドリームスターズ!（2017年） - 鴉天狗 役[176]
- ONE PIECE STAMPEDE（2019年） - ドナルド・モデラート 役[177]
- 映画ドラえもん のび太と空の理想郷（2023年） - 未来の配達ロボット / 未来デパートの配達員 役[178]
- 劇場版シティーハンター 天使の涙（2023年） - ナンパ好きの男 役[179][180]
- 映画 しまじろう しまじろうとゆうきのうた（2025年公開予定） - ペペ 役[181]

### 吹き替え
- きかんしゃトーマス ディーゼル10の逆襲（2012年）- ディーゼル10 役（声：マット・ウィルキンソン）

- ジャックと天空の巨人（2013年） - ファム 役（ベン・ダニエルズ）[182]
- パワーレンジャー（2017年） - アルファ5 役（声：ビル・ヘイダー）[183]
- ねこのガーフィールド（2024年） - ガーフィールド 役（声：クリス・プラット）[184]

### イベント
- Beautiful Lady Live（2009年9月21日 - 、B.L.T.主催） - メインMC
- AKB48 19thシングル選抜じゃんけん大会（2010年9月21日） - 主審
- AKB48 24thシングル選抜じゃんけん大会（2011年9月20日） - 審判
- ももいろクリスマス2011 さいたまスーパーアリーナ大会（2011年12月25日） - 実況
- Summer Dive2012 ~開幕戦~NHKホール大会編（2012年06月17日） - 実況
- AKB48 29thシングル選抜じゃんけん大会（2012年9月18日） - 審判
- ももいろクリスマス2012 さいたまスーパーアリーナ大会（2012年12月24日、25日） - 実況

### CM
- au「家族割ワイドサポート ― ゆきえは見た!篇」（2005年）
- 山崎まさよし「ADDRESS」（2006年） - 連作4編のうち第4話に参加。
- サークルKサンクス（2008年） - ナレーション
- ガスト「1000万食突破記念 チーズINハンバーグ篇」（2010年） - ナレーション
- 宝探しアドベンチャー 謎解きバトルTORE!×TOYOTA パッソ （2012年） - ナレーション （壁の間でパッソに関する2択クイズに一般人の家族が挑戦する。）
- PEACH JOHN「ワークブラ」（2012年） - 道端アンジェリカと共演。
- ハピタス（Hapitas）（2019年）
- 花王「クイックル Joan」（2019年 - ）ナレーション[185][186]
- LIFULL LIFULL HOME'S（2022年 - ）[187]
- P&G「ジョイ」（2024年 - ）[188]

### PV
- AKB48「チャンスの順番」（2010年） - 「AKB48 19thシングル選抜じゃんけん大会」でレフェリー役をやっていた時の映像が使用されている。
- ano「ちゅ、多様性。」（2022年） - ネズミ役[189]

## 単独ライブ
- ライブ@ライズ第2夜「嫉妬マン〜赤眼鏡が見た歪んだ世界〜」（2007年3月26日、シネマライズ）
- 山里亮太の140（2011年6月21日、北沢タウンホール）
- 山里亮太の140 〜DJ iPodに癒される週末〜（2011年11月12日、草月ホール）
- 山里亮太の140 〜今日も愛馬は混んでいます〜（2012年3月4日、草月ホール）
- 山里亮太の140 〜次なる場所、2012年へ!〜（2012年6月2日、北沢タウンホール）
- 山里亮太の140 〜初めての関西公演。あ、おはようございます。〜（2012年7月30日、ABCホール）
- 山里亮太の140 〜何やら焦げ臭くなってきました〜（2012年8月4日、草月ホール）
- 山里亮太の140 〜幻の嫉妬マン登場〜（2012年11月25日、イイノホール）
- 山里亮太の140 〜山里炎上〜（2012年11月25日、イイノホール）
- 山里亮太の108 〜今年の煩悩、今年のうちに〜（2012年12月31日、本多劇場）
- 山里亮太の140 〜生きてて良かった〜（2013年4月21日、北沢タウンホール）
- 山里亮太の140 〜残暑お見舞い申し上げます〜（2013年8月24日・25日、本多劇場）
- 山里亮太の140 〜二回目の大阪公演。あ、おはようございます〜 （2013年10月21日、ABCホール）
- 山里亮太の108 〜新年迎えてよろしいでしょうか?〜（2013年12月31日、本多劇場）
- 山里亮太の140 〜副音声的生活から、次なる場所へ〜 （2014年4月25日 - 27日、俳優座劇場）
- 山里亮太の大140 〜夏の元気なご挨拶!、おはようございます〜（2014年8月27日、Zepp DiverCity TOKYO）
- 山里亮太の140 〜思えば遠くへ来たもんだ〜（2014年10月20日、ABCホール）
- 山里亮太の140 〜実は毎年12月上旬は北陸で過ごしております〜（2014年12月6日、石川県文教会館）
- 山里亮太の108 〜目立たぬように、はしゃがぬように〜 （2014年12月31日、Mt.RAINIER HALL SHIBUYA PLEASURE PLEASURE）
- 山里亮太の140 〜素直な気持ちを伝えたくて〜（2015年5月23日・24日、紀伊國屋ホール）
- 山里亮太の140 〜初めての九州上陸!あ、おはようございます〜（2015年7月18日、イムズホール）
- 山里亮太の大140 〜夏が、僕をその気にさせました〜（2015年8月24日、後楽園ホール）
- 「140」スピンオフ企画 山里亮太の未公開（2015年9月12日、北沢タウンホール）
- 山里亮太の140 〜次なる場所・大阪へ〜（2015年10月19日、ABCホール）
- 山里亮太の140 〜やっぱり12月の石川県に惹かれました〜（2015年12月5日、根上総合文化会館音楽ホール）
- 山里亮太の108 〜明日もお待ちしてます!〜（2015年12月31日、Mt.RAINIER HALL SHIBUYA PLEASURE PLEASURE）
- 山里亮太の140 〜今度お邪魔してもよろしいでしょうか?〜（2016年4月29日・30日、草月ホール）
- 山里亮太の140 〜今度福岡にお邪魔してもよろしいでしょうか?〜（2016年6月18日、イムズホール）
- 山里亮太の140 〜今度広島にお邪魔してもよろしいでしょうか?〜（2016年7月22日、アステールプラザ）
- 山里亮太の大140 〜夏だから、伝えたいことがあります〜（2016年8月8日、赤坂ACTシアター）

## 著書
- 天才になりたい（2006年11月発売、朝日新聞社）
- はじめてのグラビア。YGA写真集 (2008年7月24日発売、ワニブックス) -責任編集として参加
- ニュースがもっとよくわかる本（2009年9月11日発売、海竜社）-池上彰との共著
- 山里亮太の「たりない」英語 (2013年6月25日発売、ロングセラーズ) -本間正人との共著
- ニュースの読み方教えます!(2013年6月25日発売、ワニブックス) -三田村昌樹との共著
- 天才はあきらめた（2018年7月6日発売、朝日新聞出版）
- 山里亮太短編妄想小説集「あのコの夢を見たんです。」（2019年4月12日発売、東京ニュース通信社）

## 演じた俳優
- 仲野太賀 -『あのコの夢を見たんです。』（2020年、テレビ東京）
- 森本慎太郎 -『だが、情熱はある』（2023年、日本テレビ）